# Atletismo nos Jogos Pan-Americanos de 1979 - Lançamento de disco masculino
A prova do lançamento de disco masculino nos Jogos Pan-Americanos de 1979 foi realizada em San Juan, Porto Rico.

## Medalhistas
| Ouro                           | Prata                   | Bronze                      |
| Mac Wilkins USA Estados Unidos | Brad Cooper BAH Bahamas | Luis Mariano Delis CUB Cuba |

## Resultados
| Posição           | Nome                | Nacionalidade      | Marca | Notas |
| ----------------- | ------------------- | ------------------ | ----- | ----- |
| Medalha de ouro   | Mac Wilkins         | USA Estados Unidos | 63.30 |       |
| Medalha de prata  | Brad Cooper         | BAH Bahamas        | 62.16 |       |
| Medalha de bronze | Luis Mariano Delis  | CUB Cuba           | 61.60 |       |
| 4                 | Juan Martinez Brito | CUB Cuba           | 60.80 |       |
| 5                 | Borys Chambul       | CAN Canadá         | 59.42 |       |
| 6                 | Rob Gray            | CAN Canadá         | 54.30 |       |
| 7                 | Gert Weil           | CHI Chile          | 43.24 |       |